# Microtendipes pedella
Microtendipes pedella is een muggensoort uit de familie van de dansmuggen (Chironomidae). De wetenschappelijke naam van de soort is voor het eerst geldig gepubliceerd in 1776 door De Geer.